# Bill Keenan
Bill Keenan (15 april 1986) is een Amerikaans professioneel ijshockeyspeler. Hij is rechtervleugelspeler bij de IF Sundsvall Hockey in de Hockeyallsvenskan.